# Aulonothroscus nipponicus
Aulonothroscus nipponicus là một loài bọ cánh cứng trong họ Throscidae. Loài này được Cobos miêu tả khoa học năm 1972.